# Marcelo Grohe
Marcelo Grohe, né le 13 janvier 1987 à Campo Bom, est un footballeur international brésilien qui évolue au poste de gardien de but à l'Al-Kholoud Club.

## Biographie
Avec l'équipe de Grêmio, il est demi-finaliste de la Copa Libertadores en 2009, en étant battu par le club de Cruzeiro.
Il reçoit sa première sélection en équipe du Brésil le 5 septembre 2015, lors d'un match face au Costa Rica. Quelques jours plus tard, il est de nouveau sélectionné, contre les États-Unis.
Retenu par le sélectionneur Dunga afin de participer à la Copa América 2015 organisée au Chili, il ne dispute pas une seule minute de jeu lors de cette compétition.
Le 2 janvier 2019, il s'engage avec Al-Ittihad, jusqu'en juin 2022.

## Palmarès
- Champion du Brésil de Série B (D2) en 2005 avec Grêmio
- Champion du Rio Grande do Sul en 2006, 2007 et 2010 avec Grêmio
- Vainqueur de la Copa Libertadores en 2017